# 崔琬
崔琬（?—?），唐朝官员。
唐中宗時官監察御史。景龍三年（709年）二月九日，崔琬彈劾宗楚客等人“潛通戎狄，受其貨賂，至生邊患”。宗楚客聽了很憤怒，大力辯解，唐中宗並未追究，反命崔琬與楚客結為兄弟。後官寧州刺史。开元初年，以崔琬代为关内道按察使。开元七年（719年）时，为京兆少尹。